# Scrophularia teucrium
Scrophularia teucrium är en flenörtsväxtart som beskrevs av Christ. Scrophularia teucrium ingår i släktet flenörter, och familjen flenörtsväxter. Inga underarter finns listade i Catalogue of Life.